# Autobahndreieck Halle-Nord
Das Autobahndreieck Halle-Nord ist ein in Bau befindliches Autobahndreieck nordwestlich der Stadt Halle (Saale) in Sachsen-Anhalt. Es soll in der Nähe der Anschlussstelle Halle-Trotha die Bundesautobahn 143 als Westumgehung Halles an die Bundesautobahn 14 (Magdeburg – Nossen) anbinden. Das Autobahndreieck befindet sich östlich von Neutz-Lettewitz. Weitere umliegende Orte sind Görbitz, Sylbitz, Trebitz, Wallwitz, Gimritz und Beidersee. Parallel zur A 14 verlief hier auch die B 6, jetzt Landesstraße 50. Die Verlängerung der A 143 und der Bau des Dreiecks soll bis Ende 2027 die Lücke in der Mitteldeutschen Schleife um Leipzig und Halle schließen.

## Planung und Ausbau
Das Dreieck hatte zeitweise den Arbeitstitel Dreieck Wallwitz. Schon beim Bau der A 14 wurde das Dreieck geplant, da Bauvorleistungen schon zu erkennen sind. Das Dreieck würde die Anschlussstellennummer 14 auf der A 14 bekommen; die AS Löbejün ist Nummer 13 und die nächste AS, Halle-Trotha, Nummer 15.
Die weitere Planung und der Ausbau ruhen, seit das Bundesverwaltungsgericht in Leipzig am 17. Januar 2007 durch ein Urteil den Ausbau der A 143 untersagt hat. Dies liegt an der Richtlinie 92/43/EWG, die für den Naturpark Unteres Saaletal gilt. Daher wurde im Jahr 2009 ein weiteres Planfeststellungsverfahren durchgeführt, um die ökologische Durchlässigkeit der Trasse zu optimieren. Bis 2013 sollte die Planung abgeschlossen sein.
Der Naturschutzbund NABU Halle gab am 24. Mai 2018 bekannt, nicht nochmals vor Gericht zu ziehen, obwohl er die Autobahn nach wie vor ablehnt. Die Bürgerinitiative Saaletal und der Arbeitskreis Hallesche Auenwälder unterstützen die Klage eines Unternehmers gegen den aktuellen Planfeststellungsbeschluss, mit dem Ziel, den Bau vor dem Bundesverwaltungsgericht endgültig zu stoppen. Die Klage vor dem Bundesverwaltungsgericht wurde 2019 abgelehnt. Am 3. Dezember 2019 wurde im Beisein des Bundesverkehrsministers Andreas Scheuer mit dem Weiterbau der A 14 begonnen, welcher im Jahr 2025 abgeschlossen sein sollte. Aufgrund von Bauverzögerungen und einer weiteren abgelehnten Klage im Jahr 2024 wird mit einer Fertigstellung Ende 2027 gerechnet.